# Shtisel
Shtisel (hebräisch שטיסל) ist eine israelische Fernsehserie über das Leben einer ultraorthodoxen jüdischen Familie in Jerusalem. Die Serie stammt von Ori Elon und Yehonatan Indursky. Bisher wurden insgesamt 33 Folgen in 3 Staffeln veröffentlicht. Im deutschsprachigen Raum ist die Serie in der Arte Mediathek zu sehen.

## Besetzung
- Dov Glickman als Shulem Shtisel
- Michael Aloni als Akiva Shtisel, genannt Kive
- Neta Riskin als Giti Weiss
- Shira Haas als Ruchami Weiss
- Sarel Piterman als Zvi Arye Shtisel
- Zohar Strauss als Lippe Weiss
- Orly Silbersatz Banai als Aliza Gvili
- Ayelet Zurer als Elisheva Rotstein
- Sasson Gabai als Nukhem Shtisel
- Gal Fishel als Yosa'le Weiss
- Ori Ilovitz als Haim'ke Weiss
- Hadas Yaron als Libbi Shtisel
- Eliana Shechter als Tovi Shtisel
- Reef Neeman als Shira Levi
- Daniella Kertesz als Racheli Warburg
- Hanna Rieber als Malka Shtisel (Staffel 1)
- Lea Koenig als Malka Shtisel (Staffel 2)
- Yoav Rotman als Hanina Tonik
- Naftali Alter als Izzi Kaufman
- Moon Shavit als Estee Gotlieb
- Miki Kam als Nechama Yoktan
- Ruth Geller als Rebetzen Erblich

## Inhalt
Die Serie zeigt das Leben der Familie Shtisel in ihrem streng orthodoxen („charedischen“) Umfeld im Jerusalemer Stadtteil Geula. Hauptpersonen sind der Familien-Patriarch Shulem Shtisel, der als Rabbi eine örtliche religiöse Grundschule (Cheder) leitet, sein jüngster, erwachsener Sohn Akiva Shtisel und seine Tochter Giti Weiss mit ihrer vielköpfigen Familie. Dabei führen die Herausforderungen der strengen charedischen Regeln und deren Konfrontation mit der modernen, liberalen Welt der Großstadt immer wieder zu abenteuerlichen, amüsanten oder dramatischen Situationen.

### Staffel 1
Akiva Shtisel lebt als Junggeselle noch bei seinem verwitweten Vater Shulem, doch es wird erwartet, dass er endlich heiratet. Er arbeitet als Lehrer an der Schule seines Vaters, will aber lieber malen. Er verliebt sich in die ältere Bankangestellte, Mutter und zweifache Witwe Elisheva, was jedoch nicht nur in seiner Familie auf Widerstand stößt. Stattdessen wird er in eine arrangierte Verlobung gedrängt, die er aber wieder löst. Doch auch die Verbindung zu Elisheva zerbricht letztlich an den gegenläufigen Lebensentwürfen der beiden.
Giti wird mit den gemeinsamen fünf Kindern von ihrem Mann Lippe Weiss wegen einer nicht-jüdischen Frau verlassen. Dieser arbeitet nun in Argentinien als Schlachter. Aus Sorge um ihren Ruf versucht sie, dies zu verheimlichen. Nur die älteste Tochter Ruchami weiß davon und verachtet ihren Vater dafür. Giti versucht, einen Job zu finden, um ihre Familie zu ernähren. Als Lippe schließlich reumütig zurückkehrt, nimmt sie ihn bereitwillig wieder auf, doch um Ruchamis Vergebung muss er lange kämpfen.
Shulem übersieht die Gefühle der Schulsekretärin Aliza, die für ihn kocht, bis es für eine festere Verbindung zu spät ist. Regelmäßig besucht er seine Mutter Malka im Altenheim, wo sie weltlichen Einflüssen wie dem Fernsehen ausgesetzt ist. Als sie einen Unfall hat, vereinigt sich die Familie an ihrem Krankenbett.

### Staffel 2
Shulems in Belgien lebender jüngerer Bruder Nukhem und dessen Tochter Libbi kommen nach Jerusalem, um die im Sterben liegende Großmutter zu besuchen und für Libbi einen passenden Ehemann zu finden. Akiva und Libbi verlieben sich, doch ihre Verwandtschaft und Akivas Leidenschaft zum Malen stehen einer Ehe entgegen. Mit der bevorstehenden Geburt ihres sechsten Kindes wachsen Gitis und Lippes wirtschaftliche Sorgen, und sie erwägen, dem Kind gegen Geld den Namen des verstorbenen Ehemanns einer kinderlosen Witwe zu geben, was zu Konflikten führt. Durch die Übernahme eines koscheren Restaurants bessert sich ihre wirtschaftliche Lage. Ihre fünfzehnjährige Tochter Ruchami verliebt sich in Hanina, einen ebenso jungen, frommen Studenten einer benachbarten Jeschiwa, mit dem sie durchbrennt, um den Heiratsplänen ihrer Eltern zu entgehen. Die beiden heiraten nach religiösem Ritus, aber die schockierte Giti drängt Ruchami zur Scheidung. Erst als sie Hanina zufällig in ihrem Lokal kennenlernt, lenkt sie ein. Am Ende versöhnt sich die Familie und feiert eine große traditionelle Hochzeit. Libbi erkennt, dass sie Akiva ohne Vorbedingungen heiraten will.

### Staffel 3
Mehrere Jahre sind vergangen. Akiva hat eine kleine Tochter und trauert um seine Frau Libbi, die zusammen mit ihrer Mutter bei einem Unfall ums Leben kam. Er ist erfolgreich als Maler, kann sich aber nicht von seinen besten Bildern trennen, die ihn mit der darauf porträtierten Libbi verbinden. Inzwischen wohnt er wieder bei Shulem; dieser nimmt auch seinen Bruder Nukhem bei sich auf, der nach dem Tod von Frau und Tochter schwerste Depressionen durchleidet. Erst die Begegnung mit der Radio-Musikredakteurin Nechama lässt ihn wieder aufleben. Nukhem konkurriert um ihre Gunst mit seinem Bruder Shulem, der sich ebenfalls eine Ehe mit Nechama vorstellen kann. Als alleinerziehender Mann ohne Beruf muss Akiva um das Sorgerecht für seine Tochter Dvora’le kämpfen. Eine pro forma geschlossene Ehe mit der Kunstsammlerin Racheli löst dieses Problem, aber stürzt beide in emotionale Verwirrung. Ruchami will trotz lebensbedrohlicher Risiken ein Kind gebären. Ihr jüngerer Bruder Yosa’le verliebt sich bei einem arrangierten Treffen mit einer Heiratskandidatin (shidduch) aufgrund einer Verwechslung in eine andere junge Frau, die aus einer sephardischen Familie stammt. Mit ihr kann er sich erst nach heftigem Streit mit seiner Mutter Giti verloben.

## Produktion
Die Serie feierte ihre Premiere am 29. Juni 2013. Die zweite Staffel erschien 2015/2016. Die dritte Staffel war ab Dezember 2020 in Israel zu sehen. Seit 2021 ist sie auch in anderen Ländern verfügbar. Die Serie sollte ein US-amerikanisches Remake erhalten und von Amazon produziert werden. Der kolportierte Titel des Remakes lautete Emmis. Als Handlungsort war der New Yorker Stadtteil Brooklyn vorgesehen.

## Rezeption
Im deutschsprachigen Raum wird die Serie durchweg positiv besprochen. Alexia Weiss lobt in der Wiener Zeitung deren Lebensnähe und führt die Popularität, die die Serie vor allem unter säkularen Israelis genießt, darauf zurück, dass die Darsteller populäre, nicht-orthodoxe Schauspieler sind. Nach Ansicht des (christlich-konservativen) Israelnetzes liegt das große Verdienst von „Shtisel“ darin, dass hier ultra-orthodoxe Juden mit ihren alltäglichen Sorgen unabhängig von ihren politischen Ansichten dargestellt werden. Auch säkulare Zuschauer können sich gut einfühlen, weil hier eine religiöse Gemeinschaft beschrieben wird, die zwar klar den ultra-orthodoxen Bräuchen folgt, jedoch teilweise dem säkularen Lebensstil offener gegenübersteht, als das beispielsweise im Nachbarviertel Mea Schearim der Fall ist.